# 拉科尼亚

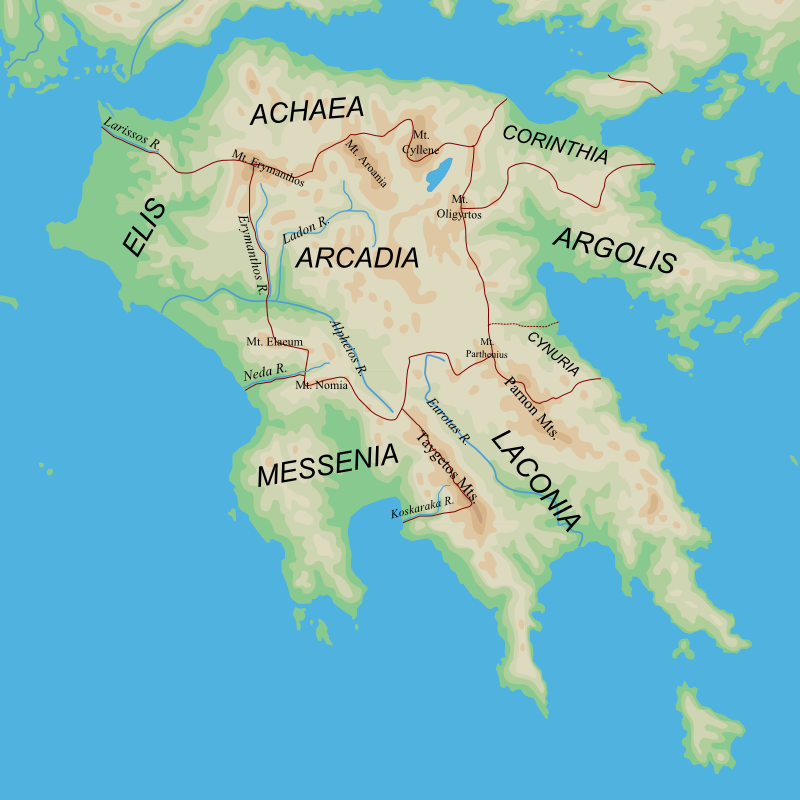
拉科尼亚历史区域（LACONIA）在伯罗奔尼撒半岛上的位置

拉科尼亚（希臘語：Λακωνία）是古希腊的区域，位于伯罗奔尼撒半岛东南部。它的北面是阿卡迪亚，西面为麦西尼亚。直到前190年代，拉科尼亚一直是斯巴达的核心地区，其中斯巴达是最重要的城市。直到今天，斯巴达仍是拉科尼亚专区的区府。
拉科尼亚是一个多山的地区，东面有帕尔农山脉向南延伸入马勒阿平原（Malea），西面是半岛上最高的塔伊耶托斯山俯瞰整个斯巴达平原，并向南伸入馬尼半島。位于它们中间的埃夫罗塔斯河谷是主要的耕地，特别以盛产柑橘出名，是伯罗奔尼撒最大的桔子产地。
前700年左右斯巴达就控制了拉科尼亚的大部分地区，并且开始向麦西尼亚扩张，将大量当地居民变成黑劳士阶级。在中世纪它是東羅馬帝國的一部分，在十字军东征期间它曾是末代王朝巴列奥略王朝的落脚处。

## 文化典故
因为古希腊斯巴达人不拖泥带水的军国主义，拉科尼亚式的（laconic）在西方文化中表示言简意赅。